# Amtrak

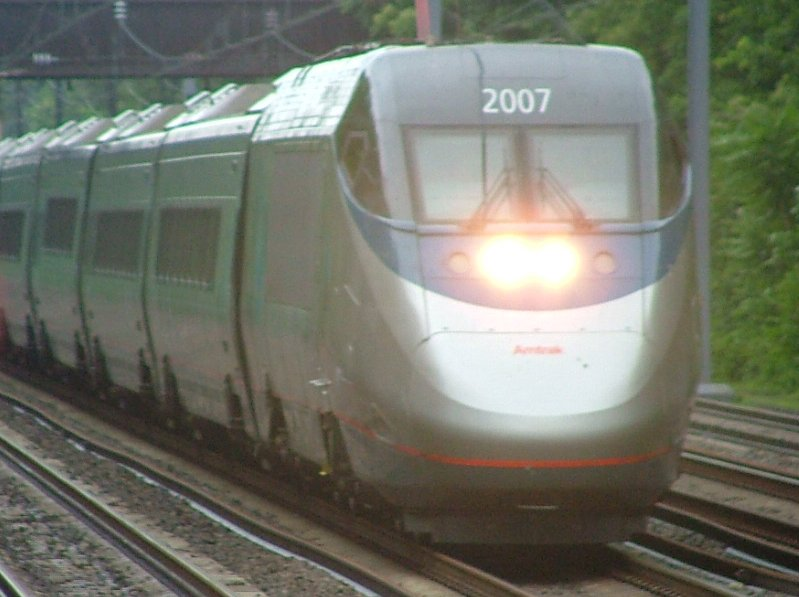
Acela Express a West Windsor, NJ.

Amtrak és el nom comercial de la xarxa interurbana de trens de passatgers creada l'1 de maig de 1971 als Estats Units d'Àmerica. El nom oficial és National Railroad Passenger Corporation l'associació de ferrocarrils americans (AAR) l'anomena AMTK i AMTZ i el nom comercial "Amtrak" és el producte de la unió de les paraules "American" i "track".
Amtrak és una agència gairebé governamental ja que la seva activitat la dirigeix una junta directiva nomenada pel President dels Estats Units d'Amèrica que ha de ser ratificada pel Senat.
El 1971 es van emetre accions d'Amtrak pels ferrocarrils que havien contribuït amb capital i equipament; els seus propietaris actuals consideren les accions inútils però l'any 2002 van rebutjar una oferta de compra de les accions per part d'Amtrak.
A la companyia hi treballen més de 19.000 persones. La xarxa nacional comprèn 35.000 km de recorregut que connecten 500 poblacions en 46 estats dels Estats Units, 3 de les seves línies connecten amb poblacions del Canadà.
En els darrers anys s'han incrementat tant els passatgers transportats com els ingressos. En l'any fiscal americà 2019 (de l'1 d'octubre de 2018 fins al 31 de setembre de 2019) Amtrak transportà 32,5 milions de passatgers cosa que representa el rècord històric de la companyia.

## Història

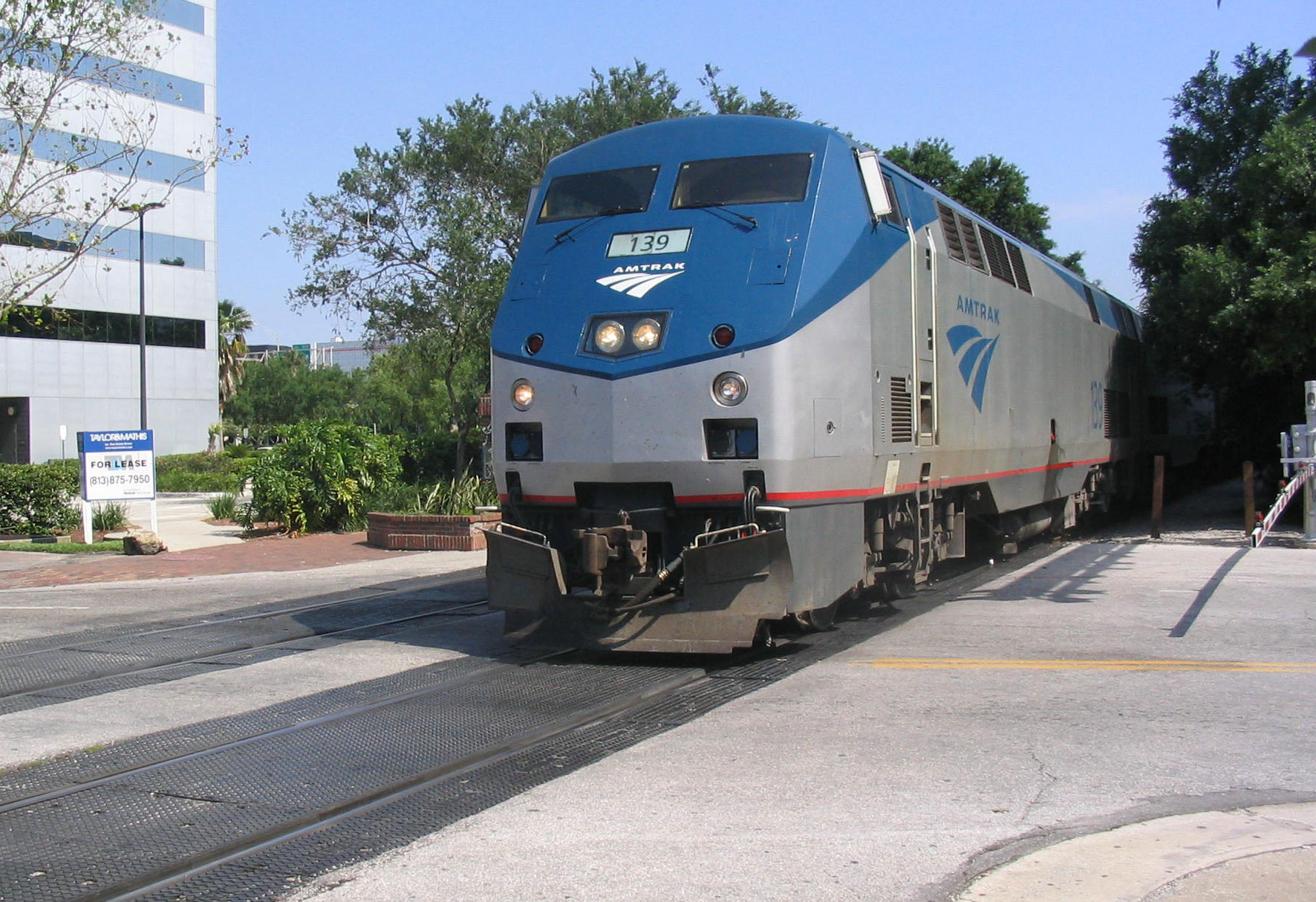
Tren d'Amtrak en el centre d'Orlando, Florida.

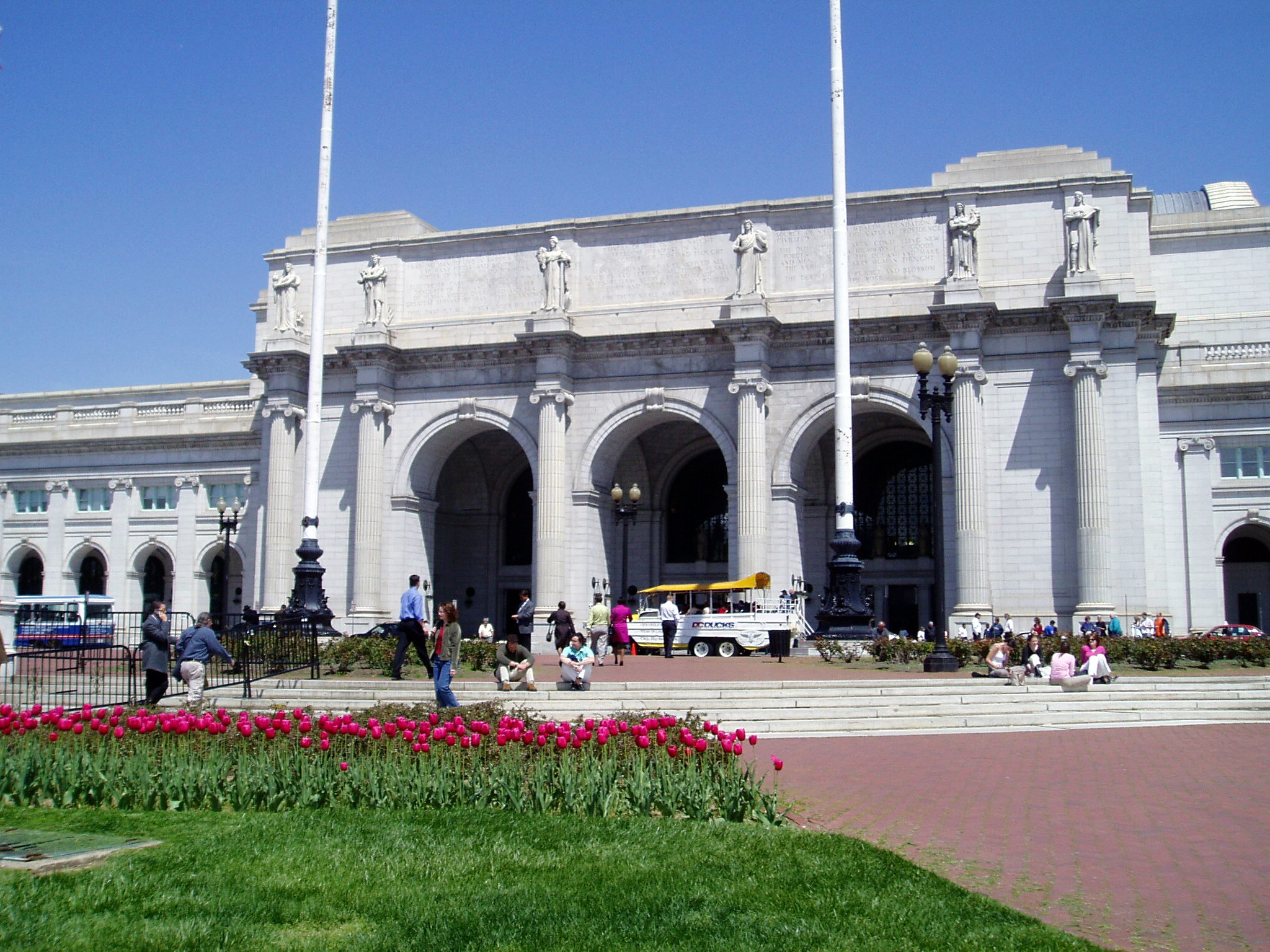
Estació Union, la seu de l'Amtrak

### Serveis de passatgers abans d'Amtrak
Entre 1870 i 1916 el nombre de quilòmetres de línies fèrries nord-americanes va créixer des dels 850 fins a 3.940 km (de 530 fins a 2.450 milles), mentre que en el mateix període les innovacions tècniques (com l'ample de via normal, locomotores més potents, el fre pneumàtic, sistemes de senyals i cotxes de passatgers fabricats en acer) van portar unes millores significatives en el que es refereix a la seguretat i rapidesa del transport ferroviari. El 1910, els ferrocarrils transportaven el 95% de tots els viatgers interurbans dels Estats Units. La fita més important del transport ferroviari de passatgers es va aconseguir el 1920, quan va aconseguir la xifra d'1.200 milions de passatgers transportats.
La dècada del 1920 van començar la pugna dels ferrocarrils amb els automòbils i els autobusos en el transport de viatgers, que utilitzaven una xarxa creixent de carrers pavimentats sovint construïdes amb fons governamentals. El 1929 havia disminuït un 18% el transport ferroviari interurbà. Part important de la caiguda corresponia al servei de passatgers a les línies de rodalia, que anaven perdent importància mentre que el quilometratge total començava a experimentar una disminució llarga i forta. Mentrestant, els automòbils i els autobusos substituïen als trens de passatgers en els viatges curts i per a distàncies mitjanes.
Encara que el transport de passatgers ferroviari va seguir disminuint durant la Gran depressió, van aparèixer noves locomotores més aerodinàmiques i ràpides que funcionaven amb gasoil, com la brillant Pioneer Zephyr de 1934. Això va fer que molts passatgers tornessin a confiar en els ferrocarrils. El 1939 operaven 90 trens d'alta velocitat, la qual cosa va contribuir a l'augment d'un 38% sobre el nivell de 1932 en el trànsit de passatgers.
Durant la Segona Guerra Mundial, les restriccions sobre l'ús de combustible per a automòbils i els moviments de tropes van originar un creixement explosiu del transport ferroviari de passatgers. Les companyies ferroviàries lluitaven per trobar suficients places per satisfer la demanda.
Després de la guerra, molts executius creien que per a les companyies ferroviàries, malgrat la competència dels automòbils i la llavors naixent indústria de les línies aèries, existia un mercat rendible per al transport ferroviari interurbà de passatgers. Es demanaven milers de cotxes per a passatgers, i una petita flotilla de locomotores ràpides, boniques i sovint luxoses, exemplificades en el Super Chief i el Califòrnia Zephyr, van inspirar un ressorgiment impressionant del transport ferroviari de passatgers.
El 1948 el Director General de Santa Fe, Fred G. Gurley, va informar d'«una inversió completa de la nostra imatge en el transport de passatgers», i els ingressos de 1947 van sobrepassar els de 1936 en un 220%.
Inspirat pel lideratge tècnic dels Estats Units en el disseny de trens per a passatgers, companyies ferroviàries d'Europa i del Japó llançaven nous serveis, aerodinàmics i molt ràpids, que prenien com a model les innovacions nord-americanes.
El ressorgiment dels serveis de ferrocarril per a passatgers als Estats Units va resultar ser efímer. Encara que alguns dels trens principals van continuar obtenint beneficis entre els anys 1950 i 1960, anaven baixant els nombres de passatgers, i com a conseqüència els trens.
Entre 1946 i 1964, el nombre de passatgers anuals va baixar de 770 a 298 milions. El 1954, els ferrocarrils nord-americans operaven més de 2.500 trens de passatgers interurbans (en contra dels trens urbans o metropolitans), el 1969 eren menys de 500.
El 1970, amb poques excepcions, el nivell del servei ferrocarril de passatgers s'havia esfondrat, quedant en un estat que solament podria ser descrit com a tràgic: el deteriorament dels equips, les estacions gairebé abandonades en els centres urbans s'havien tornat perilloses, i els horaris semblava que estaven fets per perdre els pocs consumidors que quedaven. Fins i tot els ferrocarrils privats més eficients (Norfolk i Western Railway, per exemple) no podien generar prou ingressos per cobrir els costos operatius.
Els motius pels quals va disminuir el servei ferroviari de passatgers als EUA de forma tan dràstica es poden resumir en el sorgiment de l'aviació comercial i la construcció d'un sistema federal d'autopistes, que es va començar a construir els anys 50 (el primer era pagat en part per impostos i el segon per impostos sobre la gasolina), va fer canviar de mode de transport passatgers que haguessin usat els trens. Però també els busos interurbans es van veure afectats per l'eficiència del sistema federal d'autopistes, amb el que més i més nord-americans van escollir la flexibilitat, conveniència i privadesa del transport per automòbil sobre el transport públic fos amb tren o bus.

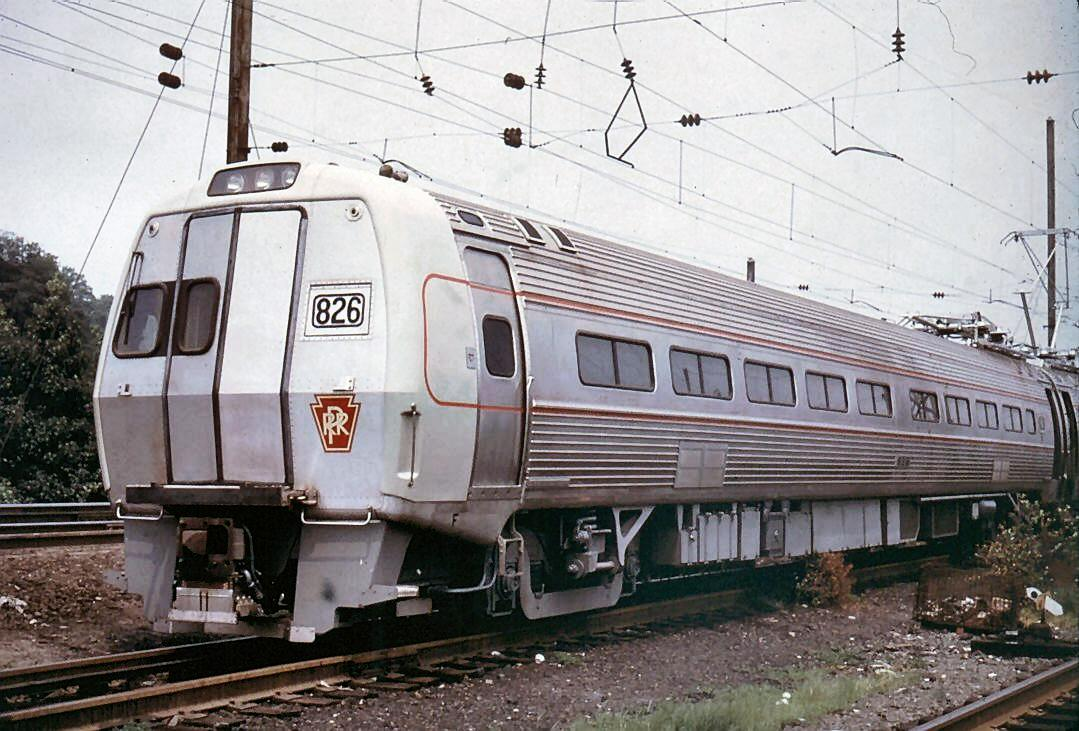
Cotxe de l'empresa Pennsylvania Railroad Metroliner, construït per Budd, al voltant de 1968

Els anys 1960 les línies de tren van veure la fi dels guanys que els reportava el transport de correu, ja que els Serveis Postals dels Estats Units van començar a utilitzar camions i avions, que fins a aquest punt ajudava als trens que quedaven a guanyar diners davant la falta de passatgers. Al mateix temps, el govern federal dels EUA va promulgar lleis desfavorables al servei de passatgers:
- El 1947, la Interstate Commerce Commission dels Estats Units va promulgar la llei per la qual els trens de passatgers no podrien anar a més de 127 km/h (79 mph) sense un sistema especial de senyals a la cabina. Les companyies de ferrocarril es van queixar que tals sistemes no eren necessaris exceptuant en uns pocs corredors altament congestionats, i que haurien de gastar l'equivalent a 500 milions de dòlars per complir amb la llei. Això va tenir com a resultat que els plans de servei d'alta velocitat entre ciutats es cancel·lessin.

- En l'etapa posterior a la segona guerra mundial, l'impost aplicat durant la mateixa a tots els passatgers del tren no va ser derogat fins a 1962. Aquest impost incrementava en un 15% el preu del bitllet.

L'associació nacional de passatgers del ferrocarril (National Association of Railroad Passengers - NARP) va ser creada en 1967 per negociar amb el govern el finançament que assegurés la continuació del servei dels trens de passatgers. Els seus esforços van ser obstaculitzats per l'oposició del partit demòcrata a qualsevol classe de subsidis als ferrocarrils de titularitat privada, i l'oposició del partit republicà a la nacionalització de la indústria del ferrocarril.
No obstant això, l'associació es va veure afavorida pel fet que cap polític volia ser responsable del tancament del servei ferroviari de passatgers. Això es convertiria en la pràctica en un suïcidi polític en deixar a l'estacada a milers de passatgers. A causa d'aquest motiu i a la declaració de fallida el 21 de juny de 1970 de la Penn Central Transportation, companyia que tenia la posició dominant a la zona nord-est dels Estats Units, el procés es va accelerar.

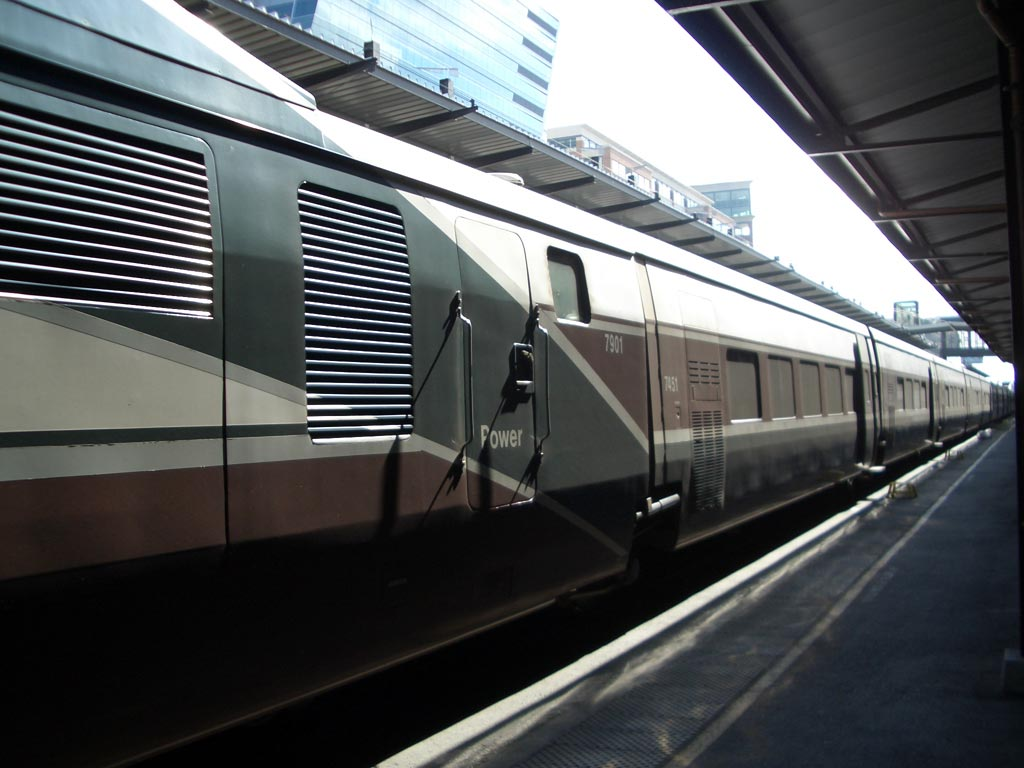
Tren Talgo pertanyent a la línia d'Amtrak denominada Amtrak Cascades, a l'estació de la ciutat de Seattle, a l'estat de Washington.

### Legislació del Servei de passatgers de 1970
Mitjançant la legislació del servei de passatgers del servei de ferrocarril de 1970 el Congrés va crear la ("Corporació Nacional de Ferrocarrils de Passatgers") National Railroad Passenger Corporation (NRPC) per subvencionar i per supervisar les operacions dels trens de passatgers interurbans. La llei estableix que:
- Qualsevol ferrocarril que funcionava en servei interurbà de passatgers podia entrar a pertànyer al NRPC, de tal manera quedaria integrat en el sistema nacional.

- Els Ferrocarrils participants van ser comprats pel NRPC usant una fórmula basada en les seves recents pèrdues interurbanes de passatgers. El preu de compra es podia satisfer en efectiu o per un intercanvi d'accions de la nova companyia, rebent així les empreses de ferrocarril l'acció ordinària de NRPC.

- Qualsevol ferrocarril participant va ser alliberat de l'obligació d'operar el servei interurbà del passatger després de l'1 de maig de 1971, a excepció dels serveis triats pel departament de transport com a part d'un sistema bàsic de servei mínim que seria pagat per la NRPC usant els seus fons federals.

- Els ferrocarrils que van triar no associar-se al sistema de NRPC van ser requerits per continuar realitzant el seu servei de transport de passatgers fins a 1975 i va haver de perseguir a partir de llavors l'acostumat permís de la Interstate Commerce Commission (ICC) per a qualsevol modificació o alteració del servei.

Durant la seva tramitació el president Richard M. Nixon va vetar la legislació en un primer moment, sent la llei signada posteriorment el 30 d'octubre de 1970. En un primer moment el nom de NRPC era Railpax, però poc abans de l'inici del funcionament de la companyia li va ser canviat a Amtrak.

### Primers temps
Amtrak va començar les seves operacions l'1 de maig de 1971, en un sistema la grandària del qual era la meitat de la grandària que havia funcionat fins al dia anterior. Moltes de les rutes més importants incloses la ruta de l'empresa de ferrocarrils New York Central Railroad coneguda com la ruta Water Level Route que travessava Ohio i la de l'empresa de ferrocarrils Grand Trunk Western Railroad que travessa Chicago - Detroit es van convertir en rutes de mercaderies. Era necessari realitzar una parada de dinou hores a Cincinnati per al recorregut Chicago-Newport News per als viatgers que realitzessin el recorregut James Whitcomb Riley o el George Washington. D'altra banda la ruta denominada Coast Starlight (14 de novembre) era la primera funcionant al llarg de la costa de l'oest des de San Diego a Seattle, combinant tres trens separats funcionant per a tres ferrocarrils en un.
El primer horari va ser compilat basant-se en l'antiga guia dels horaris dels ferrocarrils aplicant solament canvis de menor importància. Els noms anteriors van ser mantinguts, i alguns trens estaven sense batejar al principi. Pel 12 de juliol els horaris havien recuperat el servei de les línies de Lake Shore (nomenada el 14 de novembre) en el corredor nord-est així com la ruta Inland Route via Springfield, Massachusetts, gràcies als fons dels estats de Nova York, d'Ohio i de Massachusetts.
Gràcies al senador Mike Mansfield de Montana es va implantar una segona ruta cap al pacífic nord-oest denominada North Coast Hiawatha.
El primer horari completament nou va ser datat el 14 de novembre de 1971, incloent-hi diversos canvis així com dels noms coneguts per a la majoria dels trens abans anònims. Nous nombres van ser assignats de nou a tots els trens.
Amtrak va néixer a partir de diverses empreses de ferrocarrils. En l'arrencada d'Amtrak, 20 de les 26 empreses de ferrocarrils triades per crear el sistema federal van ser:
Santa Fe, B&O (la qual no tenia cap servei de trens dins d'Amtrak fins que la ruta West Virginian va començar el 8 de setembre de 1971), Burlington Northern, Central of Georgia (la qual mai va albergar un servei d'Amtrak), C&O, Milwaukee Road, North Western (que mai va rebre el servei d'Amtrak), D&H (que no tenia cap servei dins d'Amtrak fins que la ruta Adirondack es va iniciar el 6 d'agost de 1974), Grand Trunk Western (sense servei fins al començament de la ruta Blue Water Limited que s'inicia el 15 de setembre de 1974), GM&O, Illinois Central, L&N, MoPac, N&W (la qual no va tenir servei en Amtrak fins que es va iniciar la ruta Mountaineer començada el 25 de març de 1975), Northwestern Pacific (la qual mai va albergar cap servei d'Amtrak), Penn Central (la infraestructura del qual es va convertir en la ruta d'Amtrak més saturada, el Northeast Corridor), RF&P, Seaboard Coast Line, Southern Pacificy i finalment Union Pacific.
Les sis empreses restants que no es van unir al projecte van ser la Rock Island Line, South Shore Line, Rio Gran, Geòrgia Railroad, Reading Company i la Southern Railway, les quins van continuar funcionant amb els seus propis trens. L'Alaska Railroad que proveïa una línia de llarga distància era ja realment de propietat federal. A més el control de la ruta coneguda com a Atlantic operada per l'empresa Canadian Pacific, va ser assumit en 1978 per VIA Rail, creuant la zona nord de Maine fins a 1994 i durant un temps una altra ruta local de la Canadian Pacific creuava el nord de Minnesota.

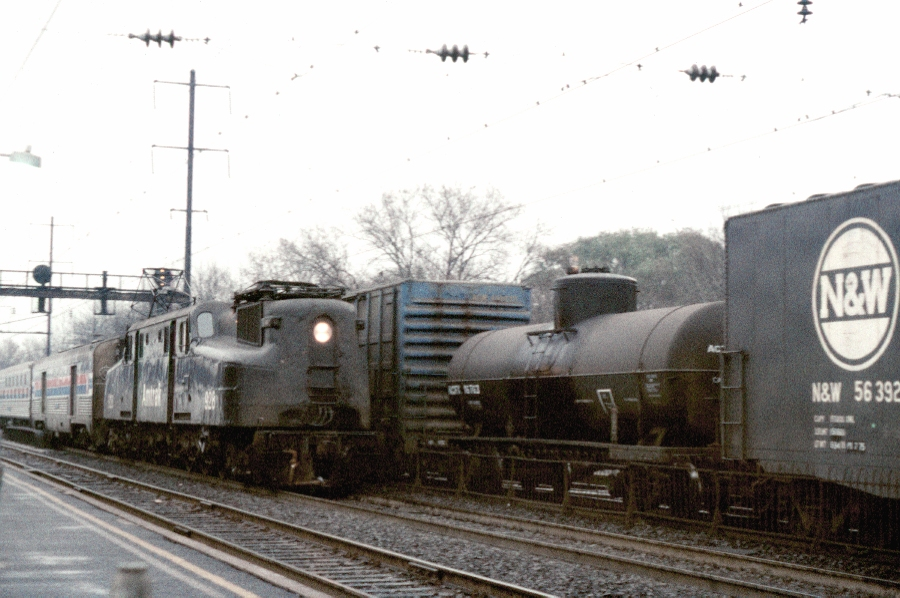
Amtrak #928, una locomotora elèctrica de la classe PRR GG1, travessa la ciutat d'Elizabeth al desembre de 1975.

L'empresa Southern Railway es va unir l'1 de febrer de 1979, quan la seva línia Southern Crescent es va convertir en la línia d'Amtrak denominada Crescent. L'empresa Ric Gran va operar el seu últim tren Riu Gran Zephyr el 25 d'abril de 1983, i el tren San Francisco Zephyr va ser rebatejat Califòrnia Zephyr. El Zephyr que transitava sobre la línia escènica de Riu Gran, que va ser destruïda per un corriment de terra a Thistle, va ser suprimit temporalment, reprenent-se la seva marxa el 15 de juliol de 1983.
La fallida de la companyia Rock Island Line va fer que el seu últim tren interurbà de passatgers denominat Peoria Rocket que cobria la línia Quad Cities Rocket entre Chicago-Peoria i Chicago-Rock Island deixés de funcionar el 31 de desembre de 1978.
L'últim tren de la companyia Geòrgia Railroad mixt (càrrega i passatgers) va ser operat el 6 de maig de 1983 per la Seaboard System Railroad.
Amtrak no era propietari de cap tram de via en el moment de la seva creació. Després de la declaració de fallida de diverses de les empreses de ferrocarril del nord-est en els inicis de la dècada de 1970, en particular de la Penn Central, la qual era la propietària i l'operadora del corredor nord-est, el Congrés va tramitar la llei de revitalització i reforma regulatòria del ferrocarril de 1976 per crear una xarxa federal consolidada subvencionada per al transport de càrrega anomenat Conrail. Com a part d'aquesta legislació el corredor nord-est de passatgers va ser transferit a Amtrak. En els anys posteriors, petits segments de rutes necessaris per al trasllat de passatgers però no per a les operacions de càrrega de mercaderia van ser annexionats a Amtrak. No obstant això la majoria de les rutes d'Amtrak són explotades comercialment per empreses de ferrocarrils privades de càrrega als quals Amtrak els paga per agregar els seus cotxes de passatgers.
L'escassetat de combustible de mitjans dels anys setanta per la crisi del petroli va fer que la construcció d'autopistes decreixés, i que amb la pujada del combustible el preu dels passatges aeris augmentés. Ambdós efectes van repercutir que l'interès pel transport de passatgers per tren creixés reprenent l'interès per part dels passatgers en aquest mitjà de transport. Atès que els ferrocarrils utilitzen el combustible de forma molt eficient, el transport de passatgers en ferrocarril va tornar a experimentar una pujada en el trànsit de passatgers, fet que Amtrak va començar a notar amb un increment de passatgers. Un altre rebot de passatgers es va efectuar després dels atemptats de l'onze de setembre de 2001 a causa de la por de la població pel trànsit aeri.

### Metes en conflicte
Amtrak va ser creat per rellevar els ferrocarrils de la seva responsabilitat federal assignada per mandat de transportar a passatgers com a prioritat sobre la càrrega. Això causava unes pèrdues financeres cada vegada majors per a les empreses de ferrocarrils mentre que les xarxes de carreteres i els aeroports construïts amb finançament federal es van ampliar i els nivells de transport en ferrocarril es van enfonsar.
Des del principi, s'esperava que Amtrak perseguís metes que estaven en conflicte: havia de continuar proporcionant un servei nacional de transport de passatgers per ferrocarril en contraposició d'una clara tendència de disminució de la demanda i de passatgers, mentre que simultàniament funcionava com una empresa comercial autosuficient i teòricament profitosa.
Amtrak depèn dels ferrocarrils de càrrega. Mentre que posseeix poca via, ha de confiar en el manteniment fet pels amos de les empreses de càrrega, i de vegades ha de cancel·lar rutes (com ocorre amb el servei de Phoenix, i el servei des de Detroit, en Michigan, a Toronto, Ontario) o pagar pel manteniment de les vies.

### Fons i designació del Congrés
Sense una font de finançament dedicada als béns d'equip i sense l'obtenció d'ingressos per explotació, el funcionament operatiu d'Amtrak sempre ha estat depenent dels poders executius i legislatius del govern dels Estats Units. D'aquesta manera la companyia depenia del sistema polític tant per a l'obtenció de fons econòmics com per als nomenaments dels caps executius de la companyia. Així la companyia estava sotmesa en gran manera a les consideracions polítiques de cada moment, segons el partit que governés a cada moment o el poder de les cambres de representants. D'aquesta forma la companyia ha depès durant la seva existència de set presidents del govern diferents fins a 2007 i de diferents majories, tant republicanes com demòcrates, en el Congrés dels Estats Units. Les pressions polítiques s'estenen fins i tot fins a l'estructura de les rutes en les quals opera Amtrak. Com qualsevol altra activitat recolzada pels fons federals, depèn dels diferents estats i districtes per poder ser gestionada.
A causa que el president i el seu consell directiu eren tots triats políticament molts d'ells posseïen poca o cap experiència en la gestió d'una empresa de ferrocarrils. No obstant això en altres ocasions la companyia s'ha beneficiat de persones políticament expertes amb grans suports polítics.
Per exemple en 1982 l'anterior secretari de la marina i director retirat de l'empresa Southern Railway, W. Graham Claytor, Jr., va aplicar la seva experiència tant de l'empresa de ferrocarrils com de la marina.
Claytor havia servit breument en la secretaria de transports dins del gabinet del president Jimmy Carter en 1979, i va sortir del seu retir per presidir Amtrak després d'uns resultats financers desastrosos durant l'administració de Carter (1977-1981). Ell va ser reclutat i fortament recolzat per John H. Riley, un advocat el qual era director, altament qualificat, de l'Administració Federal del Ferrocarril (FRA) sota l'administració de Ronald Reagan entre 1983-1989. La secretària de transports Elizabeth Dole també va recolzar de forma tàcita a Amtrak. Claytor semblava gaudir d'una bona relació amb el Congrés pels seus 11 anys en el càrrec.
Segons un article de la revista Fortune, amb la forta retallada de despeses i una campanya de comercialització agressiva, en el termini de set anys sota el mandat de Claytor, Amtrak generava efectiu suficient per cobrir el 72% dels 1,7 mil milions de dòlars de pressupost per al seu funcionament abans de 1989, des del 48% que es va trobar en 1981.

### Història moderna (a partir de 1980)
Dos dels presidents que van seguir a Claytor van mancar d'experiència en la gestió del ferrocarril o del sector privat de la gestió de càrregues de mercaderies. Cadascun va heretar la finalitat de fer d'Amtrak una empresa autosuficient operacionalment, una idea que va començar sota el responsable assignat pel president Ronald Reagan, David Stockman i els seus successors en l'Oficina de Gerència i Pressupost (OMB) mentre que Claytor era president d'Amtrak (al voltant de 1986)
Claytor va ser reemplaçat per Thomas Downs. Downs havia estat administrador de la ciutat de Washington DC, i havia supervisat el projecte de la Union Station, que havia experimentat un gran retard i sobrecosto. Durant el mandat de Down en Amtrak aquest va començar a indicar que es podria aconseguir l'autosuficiència en el funcionament del ferrocarril, i els seus líders semblaven ser cada vegada més enganyats quant a les perspectives d'aconseguir aquesta meta quan eren pressionats per Congrés i els mitjans de comunicació.
Després de la sortida de Downs de la presidència d'Amtrak, George Warrington va ser elegit president. Prèviament a aquest càrrec havia estat en la unitat de negoci del corredor nord-est d'Amtrak. Quan va accedir al càrrec en gener de 1998 l'autosuficiència de la companyia encara no estava oficialment aconseguida, encara que el tema arribava a ser evasiu en els ulls del Congrés. Sota l'administració de Warrington, Amtrak va ser obligada per mandat de l'administració i el Congrés per arribar a ser totalment autosuficient dins d'un període de cinc anys, i tots els seus esforços de la gerència van ser dirigits a aquesta meta. Els passatgers es van convertir en convidats i es va donar prioritat a les càrregues, autèntic generador de diners per a la companyia i les expansions van ser dedicades a fer més ràpid el transport de càrrega. Finalment al final del període de cinc anys imposat pel Congrés va arribar a estar clar que l'autosuficiència era inviable, no importa el valor de la càrrega de mercaderies ni les retallades de costos fets tant en personal com en serveis.

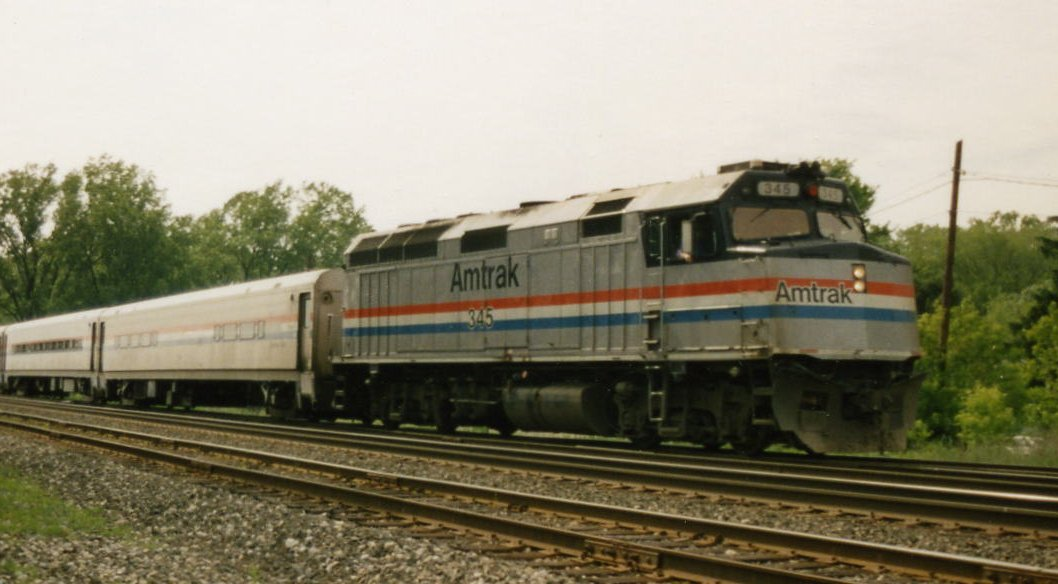
Un tren d'Amtrak travessa Michigan a través de Porter, Indiana, després de sortir de Chicago en 1993.

Mentre ambdós, Downs i Warrington tenien experiència extensa al govern, ni un ni l'altre tenien la comptabilitat analítica no governamental o l'experiència pràctica en el sector privat del ferrocarril que tenia Claytor. Claytor va gaudir també de l'avantatge de servir durant l'administració de Reagan, quan el gran augment de la despesa federal en articles militars, s'emportava molta de l'atenció política del Congrés.
Els esforços d'ampliar el trànsit d'Amtrak eren mal vistes per les empreses de ferrocarril de càrrega que llogaven les vies a Amtrak ja sigui per l'augment de trànsit com per la competència que generava. L'intent d'expansió per part de la companyia dins del món del transport de mercaderia va portar amb si el rebuig del lobby del transport per carretera i la seva consegüent pressió en els mitjans polítics del Congrés, que al cap i a la fi dirigien la companyia de ferrocarrils.
Warrington també tenia la intenció d'eliminar el retard de les càrregues en la pràctica en instaurar els models de Acela Express, trens d'alta velocitat, que van prometre ser una font forta d'ingressos i de la publicitat favorable al llarg del corredor nord-est entre Boston i Washington DC.
Quan David L. Gunn va ser elegit president d'Amtrak en abril de 2002 l'autogestió de la companyia havia caigut en gran part a favor d'una meta a més curt termini, molt més realista.
Gunn va venir amb una reputació d'un fort, directe i experimentat cap d'operacions, però el seu estil abrupte i taxatiu ho va posar de vegades en conflicte amb altres membres del consell. Anys abans, Gunn havia refusat fer política, fet que l'havia posat en desacord amb el consell de l'autoritat del metre de Washington (WMATA), que inclou representants del districte de Colúmbia i de les jurisdiccions suburbanes de Maryland i Virgínia durant la seva tinença des de 1991 a 1994.
Ell va dibuixar la seva experiència de director d'operacions en l'autoritat del transport de la badia de Massachusetts (MBTA) entre 1975 i 1979 i de director general i oficial cap de les operacions de l'autoritat del sud-est del transport de Pennsilvània (SEPTA), entre 1979 i 1984. A més el seu treball com a president de l'autoritat del trànsit de la ciutat de Nova York entre 1984 a 1990, i com a principal director general de la Comissió del trànsit de Toronto al Canadà des de 1995 fins a 1999, el que li va comerciejar una gran credibilitat de funcionament, malgrat una relació de vegades aspra i tibant amb els polítics i els sindicats.
Les dues agències eren les més grans operadores de trànsit dels seus respectius països. Abans de 1974, Gunn va ampliar la seva experiència en el sector privat del ferrocarril, amb el ferrocarril central del golf d'Illinois, en el sistema central del ferrocarril de Nova York (abans de la seva fusió en 1968 amb Penn central) i amb el ferrocarril de Atchison, Topeka i Santa Fe. Abans d'això, ell tenia experiència amb l'armada dels Estats Units dins de la reserva naval. Els seus partidaris consideraven el currículum de Gunn com el més complet d'un cap d'Amtrak des que W. Graham Claytor hi havia accedís al càrrec després de la seva petició en 1982.
Gunn era cortès i educat però en canvi era directe en les seves respostes a les crítiques del Congrés. Aquest fet li va fer més creïble que alguns dels seus recents precursors, entre els mitjans, i els seus molts partidaris i empleats d'Amtrak. Potser més que qualsevol president d'Amtrak, Gunn estava disposat a enfrontar-se en públic amb els polítics i les posicions del pressupost del president dels Estats Units que van designar al consell que controlava al president d'Amtrak.
En el discurs de sortida del seu predecessor va prometre fer d'Amtrak una empresa autosuficient en un curt termini de temps, l'administració presidida per Gunn va prendre, com la seva política principal de funcionament, la postura per la qual no podia existir una forma de transport de passatgers global als Estats Units que fos autosuficient, i que Amtrak no s'hauria de jutjar per diversos estàndards d'altres maneres de transport. Les carreteres, els aeroports, i el control del trànsit aeri requereixen grans inversions per part del govern per a la seva construcció i funcionament. Aquestes injeccions de diners provindrien de diversos llocs d'una banda els fons federals del tresor amb la seva gestió a través del Fons del Tresor de Carreteres (The Highway Trust Fund) i del Fons del Tresor d'Aviació (Aviation Trust Fund) que són pagats indirectament per l'usuari mitjançant taxes i impostos, imposats sobre els carburants i peatges en les carreteres a més de, en el cas dels cotxes, per l'usuari que compra i manté els cotxes.
Aquestes despeses són els subsidis indirectes a diferència d'Amtrak que veia un descens de les assignacions del pressupost del Congrés any a any. Abans d'una compareixença davant el Congrés, Gunn va contestar a una demanda del senador per Arizona, John McCain, el quin encapçalava el moviment crític en contra de les subvencions federals a Amtrak que si ell faria el mateix amb les subvencions de les línies aèries de viatgers, de les quals els ciutadans d'Arizona en són dependents. McCain, que generalment no perdia ocasió per debatre sobre els fons que rebia Amtrak, en aquesta ocasió no va contestar.
Algunes de les accions de Gunn han estat vistes per molts com políticament sàvies. Ell havia estat molt procliu a la reducció de despeses indirectes de gerència, eliminant gairebé tot el negoci exprés polèmic. Havia indicat que el manteniment diferit continuat es convertirà en una mesura d'inseguretat que ell no toleraria. Això va millorar les seves relacions amb els treballadors en cert grau, fins i tot mentre que els sindicats organitzats en Amtrak i el salari dels treballadors s'havien reduït.
El 9 de novembre de 2005, el consell d'Amtrak va demanar a David L. Gunn la seva dimissió. Ell ho va rebutjar i va ser acomiadat. David Hughes, el cap d'enginyers, va ser nomenat president i CEO temporal fins que el substitut anés designat. David Laney, president d'Amtrak va indicar que el futur de "Amtrak ara requereix un diferent tipus de líder que abordi agressivament les finances de la companyia, la gerència i els desafiaments operacionals. La necessitat de portar un canvi fonamental a Amtrak és major i més urgent que en qualsevol altre moment." El consell va preveure canvis fonamentals incloent l'increment de la competència i el creixement de les responsabilitats financeres amb l'empresa per part dels Estats. A causa del sòlid funcionament de la companyia per part de Gunn, molts dels partidaris d'Amtrak han vist la sortida de Gunn de la presidència com un presagi de mort per a la companyia, encara que aquests temors no s'hagin demostrat certs fins a la data (2007).
El 29 d'agost de 2006, Alexander Kummant va ser nomenat nou president i CEO (cap del consell) executiu de l'empresa de ferrocarrils sent efectiu el nomenament el 12 de setembre de 2006. Sembla que Kummant serà més conciliador quant a la supervivència d'Amtrak en la seva forma actual en contraposició als republicans del Congrés a principis de 2000. Entre els seus plans no preveu separar la ruta nord-est (de Boston a Richmond) d'Amtrak que seria gestionada per una entitat privada.

## Finançament federal
La necessitat de finançament federal actual d'Amtrak condueix a les mateixes repetides discussions sobre la seva possible eliminació.
Com a conseqüència dels atemptats terroristes de l'11 de setembre de 2001, durant el qual Amtrak va seguir funcionant mentre que les línies aèries van ser mantingudes en terra sense operar, el valor d'un servei nacional de ferrocarrils de passatgers va ser reconegut de forma breu a Washington. Però quan el Congrés va tornar a treballar després dels atacs, les línies aèries van rebre un paquet d'ajudes urgents de 15.000 milions de dòlars, i Amtrak va tornar a caure en la indiferència.
Un estancament en la subvenció federal d'Amtrak va conduir a reduccions tant en serveis i rutes com en un cert retard del manteniment. Entre els anys fiscals de 2004 i 2005, el Congrés va assignar prop de 1.000 milions de dòlars per Amtrak, 300 milions de dòlars més que el president George W. Bush havia sol·licitat. No obstant això, el consell de la companyia va sol·licitar una quantitat de fons d'1,8 mil milions de dòlars en l'any fiscal de 2006, dels quals utilitzarien la majoria dels quals (prop de 1.300 milions de dòlars) per portar la infraestructura, el material rodat, i per realitzar un bon manteniment de les màquines. En la compareixença davant el Congrés, l'inspector general del departament de transports havia confirmat que Amtrak necessitaria almenys de 1.400 a 1.500 milions de dòlars el 2006 i 2.000 milions de dòlars el 2007 per mantenir l'statu quo.
Amtrak va rebre just per sota de 1.400 milions de dòlars durant 2006, amb una sèrie de condicions. Amtrak hauria de reduir, però no eliminar de manera total, menjars i serveis de llitera que anessin deficitaris. El servei de menjars s'hauria de reconvertir en un senzill servei de sopars. Aquest servei simplificat de menjars requeriria com a molt dos treballadors a bord. El menjar seria preparat fora del tren i recalentada en microones amb plats de plàstic. Només dos serveis mantenen servei de menjars a bord, l'Acte Train i el Empire Builder.
Diversos estats han entrat en societats de funcionament amb Amtrak, així Califòrnia, Pennsilvània, Illinois, Michigan, Oregon, Washington, Carolina del Nord, Oklahoma, Wisconsin i Vermont així com la província canadenca de la Colúmbia Britànica en la qual funciona la línia de l'Amtrak denominada Cascades.

## Conflictes laborals
Un dels problemes associats amb el finançament a través de fons federals d'Amtrak són els conflictes laborals amb els treballadors i els sindicats. Molts dels empleats d'Amtrak han estat treballant sense un conveni durant gairebé vuit anys; l'últim conveni signat en 1999 era principalment retroactiu.
El nou president d'Amtrak, Kummant sembla seguir una postura cooperativa amb els sindicats d'Amtrak. Ell ha eliminat els plans per privatitzar grans parts d'Amtrak.

## Rutes i serveis d'Amtrak

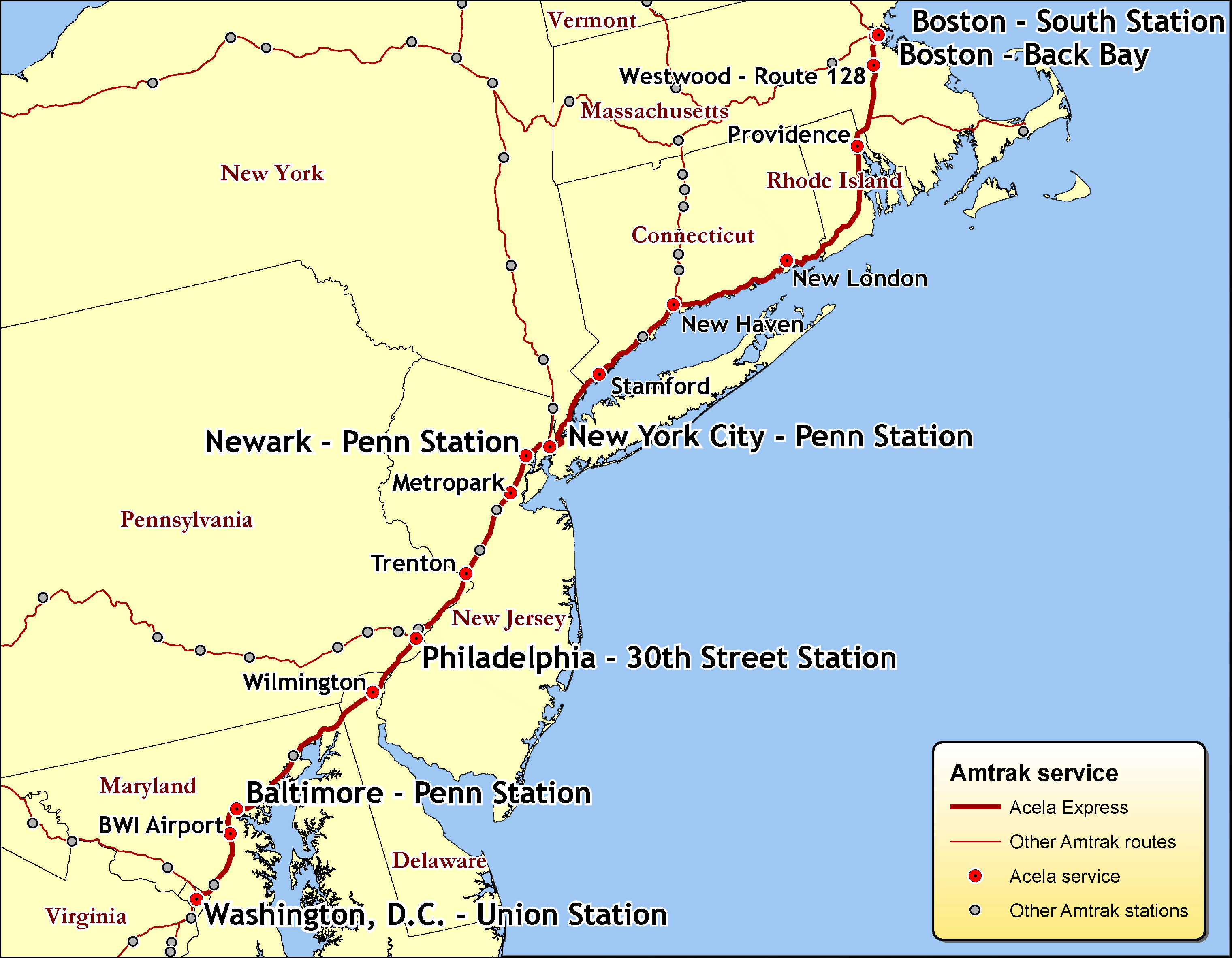
Mapa de la ruta de Acela Express en el Corredor Nord-est.

Com a regla general, les rutes parells funcionen al nord, mentre que les rutes amb nombres senars funcionen al sud i l'oest. Algunes rutes, tals com la Pacific Surfliner, utilitzen el sistema de numeració oposat, heretat dels operadors anteriors de rutes similars, tals com Santa Fe. Amtrak dona a cadascuna de les seves rutes de tren un nom. Aquests noms reflecteixen sovint la rica i complexa història de la ruta o de l'àrea per on discorre.
Les rutes més populars i amb major demanda són les del Corredor Nord-est, ruta que inclou l'Acela Express, i el Regional. Aquestes rutes uneixen Boston, Nova York, Newark, Filadèlfia, Baltimore, Washington i Richmond (només regional) i molts altres petits pobles i ciutats entre Boston i Newport News. Trens llançadora operen entre Springfield, Hartford i New Haven.
Altres rutes populars que operen diverses vegades al dia són:
Nord-est
- Empire Service entre Niagara Falls, Buffalo, Albany i Nova York
- Keystone Service entre Harrisburg, Filadèlfia, i Nova York
- Downeaster entre Portland i Boston

Midwest
- Hiawatha entre Milwaukee i Chicago
- Lincoln Service entre Chicago i Saint Louis
- Wolverine entre Chicago, Detroit i Pontiac

Costa Oest
- Pacific Surfliner entre San Luis Obispo, Santa Bàrbara, Los Angeles i San Diego
- Capitol Corridor entre Sacramento, Oakly i San José
- San Joaquins entre Oakly, Stockton i Bakersfield i entre Sacramento, Stockton i Bakersfield
- Amtrak Cascades entre Vancouver, Columbia Britànica, Seattle, Portland i Eugene

### Estacions d'Amtrak amb major trànsit
Estadístiques d'Amtrak en l'any fiscal de 2006 que comprèn des d'octubre de 2005 a setembre de 2006.
|    | Ciutat - Nom d'estació           | Estat         | Passatgers |
| -- | -------------------------------- | ------------- | ---------- |
| 1  | Nova York (Penn Station)         | Nova York     | 7,546,208  |
| 2  | Washington (Union Station)       | Washington DC | 3,859,117  |
| 3  | Filadèlfia (30th Street Station) | Pennsilvània  | 3,555,646  |
| 4  | Chicago (Union Station)          | Illinois      | 2.531.836  |
| 5  | Los Angeles (Union Station)      | Califòrnia    | 1.414.164  |
| 6  | Boston (South Station)           | Massachusetts | 988.842    |
| 7  | Sagrament Valley Station         | Califòrnia    | 923.699    |
| 8  | Baltimore (Penn Station)         | Maryland      | 910.523    |
| 9  | San Diego (Union Station)        | Califòrnia    | 867.873    |
| 10 | Rensselaer (Albany-Rensselaer)   | Nova York     | 761.434    |
| 11 | Wilmington                       | Delaware      | 712.219    |
| 12 | New Haven (Union Station)        | Connecticut   | 631.596    |
| 13 | Newark (Penn Station)            | Nova Jersey   | 609.184    |
| 14 | Irvine                           | Califòrnia    | 594.324    |
| 15 | Seattle (King Street Station)    | Washington    | 583.766    |
| 16 | Linthicum (BWI Airport station)  | Massachusetts | 561.505    |
| 17 | Providence                       | Rhode Island  | 512.974    |
| 18 | Portly (Union Station)           | Oregon        | 482.695    |
| 19 | Milwaukee                        | Wisconsin     | 481.818    |
| 20 | Emeryville                       | Califòrnia    | 469.236    |
| 21 | Trenton                          | Nova Jersey   | 436.058    |
| 22 | Fullerton                        | Califòrnia    | 414.780    |
| 23 | Solana Beach                     | Califòrnia    | 413.143    |
| 24 | Harrisburg                       | Pennsilvània  | 383.380    |
| 25 | Bakersfield                      | Califòrnia    | 382.393    |

Font:

### Interrupcions de servei
Els únics estats que no tenen servei per Amtrak són Hawaii (el qual es troba en un arxipèlag al Pacífic), Alaska (el servei del qual de ferrocarril és operat per Alaska Railroad) i Dakota del Sud. Wyoming va perdre el servei de trens després dels corts de pressupost de 1997, però encara té servei per part de Amtrak Thruway Motorcoaches. Encara que operi en 47 estats, Amtrak serveix a molts estats de forma testimonial, amb petites estacions situades a la frontera amb un altre estat i o arribant només a les àrees metropolitanes més poblades.
El dany en l'estructura de la via causat per l'huracà Katrina deixo llargs trams de la ruta Sunset Limited fos de servei. Originalment el tren d'aquesta ruta partia de la ciutat de Orlyo en Florida, però els danys en les vies originats al llarg del golf de Mèxic han interromput el servei. L'amo de les vies, l'empresa CSX, va completar la reparació de tots els trams danyats pel temporal a principis de 2006 però el servei d'Amtrak a 2007 no s'havia restablit.
La majoria de les grans ciutats i importants centres de negoci (incloses cinc amb més d'un milió de residents) no té servei directe amb Amtrak. Aquestes ciutats són:
- Phoenix, Arizona (Posat 14, metre pop 3,7M)
- Columbia, Ohio (Posat 32, població 1,7M) (El servei es va suspendre en 1977)
- Las Vegas, Nevada (Posat 33, població 1,6M) (El servei es va suspendre en les retallades de 1997)
- Nashville, Tennessee (Posat 39, població 1,3M)
- Louisville, Kentucky (Posat 43, població 1,2M) (El servei es va suspendre amb l'eliminació de la Kentucky Cardinal en 2003)
- Dayton, Ohio (Posat 53, població 950.000)
- Tulsa, Oklahoma (Posat 45 població 986.000)
- Fort Wayne, Indiana (població 502.000)
- Colorado Springs, Colorado (població 500.000)
- Boise, Idaho (població 430.000) (perdut el servei 1997)

Altres ciutats no tenen servei directe a causa de l'inconvenient de les barreres hidrogràfiques, són per exemple: Norfolk (Posat31) i Virginia Beach a l'àrea de Hampton Roads. San Francisco té l'obstacle de la badia on els trens para en Oakly i Emeryville i Sant Petersburg, Florida on paren els trens que no pot travessar la badia de Tampa.
Phoenix, és operat per thruway motorcoach des de la ruta Southwest Chief en Flagstaff, o en les proximitats, amb una manca de qualsevol connexió pública de transport, Maricopa, al voltant de 30 milles de la ciutat. Phoenix havia perdut el servei al juny de 1996 quan Southern Pacific (ara parteix d'Union Pacific) va abandonar la línia que arribava des de Yuma.
L'última ruta que connectava Chicago amb Florida amb els trens tals com City of Miami, Dixie Flagler i el South Wind van ser interromputs quan Floridian va cessar les seves operacions a l'octubre de 1979. Aquest fet va deixar un buit en el mapa de rutes d'Amtrak.
- Article dels mercats en els quals el ferrocarril no opera (en anglès).
- Mostra de les àrees poblacionals dels Estats Units i el servei d'Amtrak.

### Serveis als passatgers
A través de diversos serveis de passatgers, Amtrak serveix a un total de 61,1 milions de passatgers cada any en cooperació amb els Estats i les autoritats regionals a Califòrnia, Washington, Maryland, Connecticut, i Virgínia:
- Caltrain (San Francisco i San José)
- Sounder Commuter Rail (Seattle i l'àrea de Puget Sound)
- San Diego Coaster (San Diego)
- MARC (Maryland)
- Shore Line East (Connecticut)
- Virginia Railway Express (Northern Virgínia)

En el passat, Amtrak operava Metrolink, i MBTA Commuter Rail.
La ruta Pacific Surfliner d'Amtrak (oficialment San Diegan) ha estat creat en la seva majoria per Caltrans i no pel govern federal.

### Connexions intermodals
Les connexions intermodals entre els trens d'Amtrak i altres transports estan disponibles en moltes estacions. Amb poques excepcions, les estacions de ferrocarril en les quals tenen parada els trens d'Amtrak tenen connexions amb la xarxa de transport públic local, ja sigui el metro o serveis d'autobusos o rodalia.
Amtrak, a més opera amb codi compartit amb Continental Airlines, proveint servei entre l'aeroport Newark (via estació d'Amtrak i AirTrain Newark) i Philadelphia 30th St, Wilmington, Stamford, i New Haven. A més, Amtrak té estacions de tren en l'aeroport de Milwaukee i Baltimore.
Amtrak coordina el servei de l'empresa d'autobusos Thruway Motorcoach per estendre moltes de les seves rutes, sobretot en Califòrnia.

### Campanya client
Amtrak té un programa de fidelització al client denominat Guest Rewards, el qual és similar als programes de viatgers freqüents de les companyies aèries o de lloguer de cotxes. Els viatgers acumulen punts i aconsegueixen d'aquesta forma punts per a descomptes o viatges gratis o un altre tipus de regals.

## Amtrak en comparació d'altres transports
Fos del corredor nord-est, Amtrak no té molt pes dins del mercat de transports. Des que va afegir al seu servei un interval de freqüències en el corredor aquest, mig oest, Califòrnia i el Pacífic Nord-oest. En 2003, Amtrak va transportar el 0,1% de les milles recorregudes pels ciutadans en els seus viatges interurbans (5.680 milions sobre un total de 5.280.860 milions totals sent l'automòbil privat el que té el major percentatge).
En l'any fiscal de 2004, les rutes d'Amtrak van tenir una afluència de 25 milions de passatgers, mentre que en aquest mateix any les companyies aèries van transportar 712 milions de passatgers.
Amtrak, de totes maneres, ofereix el seu servei en moltes zones que no tenen servei aeri o un altre mitjà de transport públic.
| Manera                | Ingressos             | Consum energètic          | Seguretat                                         | Fiabilitat |
| --------------------- | --------------------- | ------------------------- | ------------------------------------------------- | ---------- |
| Línies aèries         | 12,0¢ passatger/milla | 3.297 BTU passatger/milla | 0,02 per milla recorreguda                        | 82%        |
| Autobusos interurbans | 12,9¢ passatger/milla | 3.496 BTU passatger/milla | 0,05 morts per 100 milions de milles recorregudes | N/A        |
| Amtrak                | 26,0¢ passatger/milla | 2.100 BTU passatger/milla | 0,03 morts per 100 milions milles recorregudes    | 74%        |
| Automòbils            | N/A                   | 3.527 BTU passatger/milla | 0,80 morts per 100 milions milles recorregudes    | N/A        |

## Serveis de càrrega
Amtrak Express proporciona serveis d'enviament de petits paquets i de càrregues menors d'un camió entre més de 100 ciutats. Amtrak express també ofereix l'enviament d'estació a estació de restes humanes a moltes ciutats. En estacions més petites, els directors de les funeràries han de carregar i descarregar l'enviament dins i fora del tren. Amtrak transportava correu per al servei postal dels Estats Units i de càrrega urgent, però va interrompre aquests serveis a l'octubre de 2004.
En moltes parts de les poques vies que Amtrak posseeix, gràcies als acords entre empreses de ferrocarril altres empreses de càrrega usen aquestes vies.

## Trens i vies

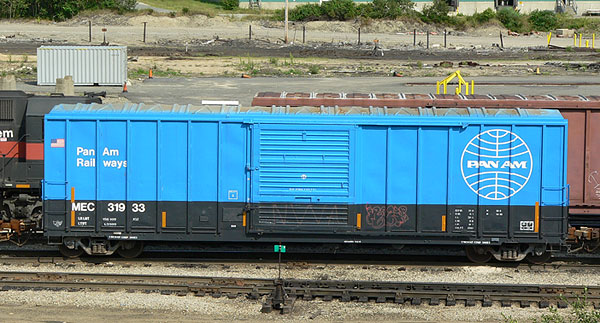
Vagó de càrrega de l'empresa Pa Am o Guilford.

La majoria de les vies són propietat de les empreses de ferrocarril de transport de càrrega. Amtrak funciona sobre els set ferrocarrils de la classe I, així com en diverses línies curtes - com l'empresa Guilford, ferrocarril de Nova Anglaterra i ferrocarril central de Vermont. Altres seccions són posseïdes per terminals de ferrocarril controlats en comú per companyies de transport o per trens de rodalies

### Vies pròpies
Al llarg del corredor nord-est i en moltes altres àrees, Amtrak posseeix 1175 km (730 milles de vies), incloent-hi 17 túnels amb una longitud de 47,8 km (29,7 milles) i 1186 ponts (incloent-hi el famós Puente de la porta de l'infern) que contenen 68,4 km (42,5 milles) de via. Amtrak és propietària i gestiona les següents línies:

#### Corredor Nord-est
El corredor nord-est és una ruta entre Washington DC i Boston que travessa Baltimore, Filadèlfia, Newark i Nova York sent la propietat més d'Amtrak, treballant cooperativament amb diferents estats i agències regionals de passatgers. Va ser adquirida per Amtrak dins de la llei de revitalització i regulació del ferrocarril de 1976.
- Boston a Massachusetts/Rhode Island línia estatal (operada i mantinguda per Amtrak però la propietària és la Mancomunitat de Massachusetts)
- 190,4 km (118,3 milles), Massachusetts/Rhode Island línia estatal a New Haven, Connecticut
- 386 km (240 milles), Nova Rochelle, Nova York a Washington DC

El tros de línia de New Haven a la frontera de Nova York/Connecticut (Port Chester/Greenwich) és propietat de l'estat de Connecticut, mentre que el tram entre Port Chester a Nova Rochelle és propietat de l'estat de Nova York. El Departament de Transport de Connecticut i l'autoritat metropolitana de transports opera aquesta línia a través de Metre-North Railroad.

#### Filadèlfia - Harrisburg
Aquesta ruta discorre des de Filadèlfia fins a Harrisburg. Com a resultat d'una col·laboració amb la mancomunitat de Pennsilvània, s'ha fet una inversió de senyals i vies que van ser completades a l'octubre de 2006, sent ara tot el servei elèctric amb una velocitat màxima de 175 km/h (110 mph) al llarg del corredor.
- 167 km (104 milles), Filadèlfia a Harrisburg (Pennsylvanian i Keystone Service)

#### Corredor Empire
- 18 km (11 milles), Estació Pennsilvània de Nova York a Spuyten Duyvil
- 57,8 km (35,9 milles), Stuyvesant a Schenectady (operat i mantingut per Amtrak, però propietat de CSX)
- 13,8 km (8,5 milles), Schenectady a Hoffmans

#### New Haven-Springfield
- 97,4 km (60,5 el meu), New Haven a Springfield (Regional i Vermonter)

#### Altres rutes
- Chicago-Detroit Line - 158 km (98 milles), Porter a Kalamazoo (Wolverine)
- Chicago-Detroit Line - 6 km (4 milles) en Detroit, CP Townline a CP West Detroit (Wolverine)
- Post Road Branch - 20 km (12,42 milles), Post Road Junction a Rensselaer (Lake Shore Limited)

Amtrak a més és propietària de l'estació i tallers de manteniment en Chicago; Hialeah (prop de Miami, Florida), Los Angeles, Nova Orleans, Nova York; Oakland (Kirkham Street Yard); Orlando; Portland; Saint Paul (Minnesota), Seattle i Washington DC.
Amtrak té les estacions de Chicago Union Station Company (Chicago Union Station) i la Penn Station (New York Penn Station). Té el 99,7% de la companyia de Washington Terminal Company (Washington Union Station) i el 99% de 30th Street Limited (Philadelphia 30th Street Station). A més Amtrak és propietària d'una asseguradora de passatgers de ferrocarril.

### Locomotores i vagons

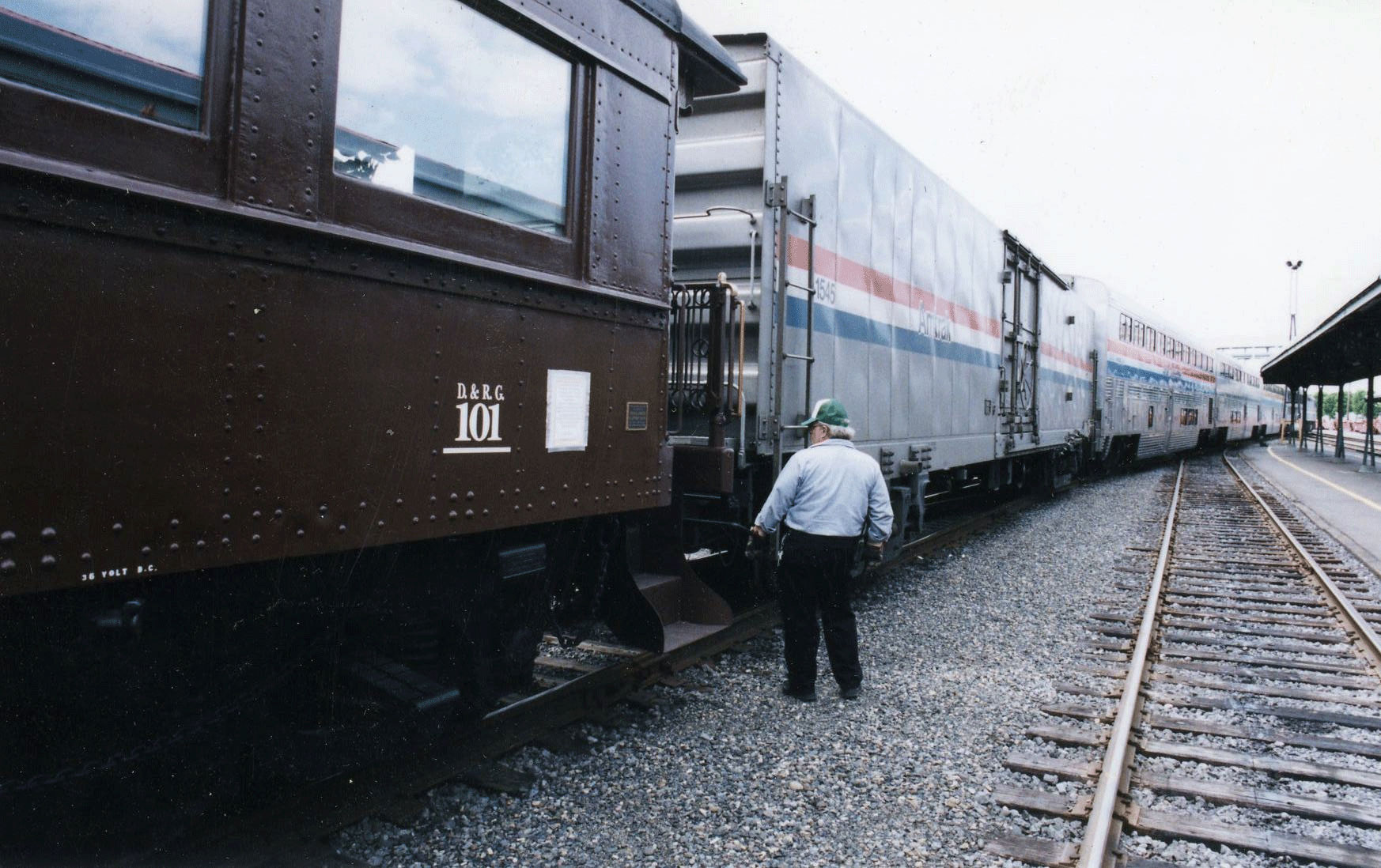
Connectant un vagó privat al final d'un tren d'Amtrak.

Amtrak té 425 locomotores (351 de dièsel i 74 elèctriques).
Locomotores dièsel
| Constructor | Model            | Nombre de locomotores                        | Anys de servei | Notes |
| ----------- | ---------------- | -------------------------------------------- | -------------- | --- |
| GE          | P42DC            | 1-207                                        | 1996-Present   | Locomotores principals d'Amtrak. |
| GE          | P40DC            | 800-843                                      | 1993-Present   | Diverses d'aquestes unitats estan emmagatzemades, així el departament de transport de Connecticut conté vuit unitats.                                                                |
| GE          | P32-8WH (Dash 8) | 500, 503-519; 2051, 2052 (Amtrak Califòrnia) | 1991-Present   | Utilitzat com a reserva o per a la commutació. La classe sencera ara està experimentant un reacondicionamiento. 501 i 502 van ser venuts al Califòrnia Department of Transportation. |
| EMD         | F59PHI           | 450-470; 2001-2015 (Amtrak Califòrnia)       | 1994-Present   | Usades fonamentalment en la costa oest. |

Locomotores diésel d'intercanvi
| Constructor          | Model   | Nombre de Locomotores | Anys de Servei | Notes                                                                             |
| -------------------- | ------- | --------------------- | -------------- | --------------------------------------------------------------------------------- |
| EMD                  | SW1     | 737                   |                |                                                                                   |
| EMD                  | SW8     | 1-3, 748-749          |                | Construïts entre 1951-53; prèviament usats en la Terminal pública de Nova Orleans |
| EMD                  | SW1000R | 790-799               |                |                                                                                   |
| EMD                  | SW1001  | 569                   |                |                                                                                   |
| EMD                  | SSB1200 | 558-567               |                |                                                                                   |
| EMD                  | SW1500  | 540, 541              |                |                                                                                   |
| EMD                  | MP15    | 530-539               |                |                                                                                   |
| MPI                  | GP15D   | 570-579               |                |                                                                                   |
| RPI                  | GG20B   | 599                   |                |                                                                                   |
| EMD                  | GP38    | 720-724               |                |                                                                                   |
| EMD/Norfolk Southern | GP38H-3 | 520-527               |                |                                                                                   |

Antigues locomotores dièsel
| Constructor          | Model      | Nombre de locomotores | Anys en servei               | Notes |
| -------------------- | ---------- | --------------------- | ---------------------------- | --- |
| EMD                  | F40PH      | 200-415               | 1977-2003                    | Formalment les locomotores principals d'Amtrak. Algunes d'elles s'han convertit en cotxes d'equipatge o han estat retirades o venudes el 2003. Un petit nombre d'elles ha estat donat a museus de ferrocarril. |
| EMD                  | GP40TC     | 192-199 (Original)    | 1989-Present (reconstruïdes) | Ex-GO Transit locomotores. |
| EMD                  | F69PHAC    | 450, 451              | 1990-1993                    | Locomotores experimentals construïdes en una associació entre EMD i Siemens, i dissenyades per AC locomotive technology. Només se'n van construir dues. Elles van ser retornades a EMD en 1993.                |
| GE                   | P30CH      | 700-724               | 1975-1991                    | La segona locomotora usada per Amtrak. Basada en la locomotora de càrrega de GE modelo O30C. Totes s'han desballestat.                                                                                         |
| EMD                  | SDP40F     | 500-649               | 1973-1985                    | Primera locomotora usada per Amtrak, originalment dissenyada per al servei de càrrega de mercaderies. Totes van ser venudes, desballestades en 1985. Només s'ha conservat una.                                 |
| Rohr Industries, ANF | Turboliner | 59-67, 150-163        | 1973, 1975, 1976             | Els trens d'ANF van ser fabricats entre 1973 i 1975. Quan els trens de Rohr van ser introduïts en 11976, els ANF han estat reconstruïts.                                                                       |
| UAC                  | TurboTrain | 54-57                 | 1968-1980                    | Amtrak va ser l'última empresa a tenir-ho. Tots els trens d'aquest model han estat destruïts. |

Altres locomotores que van ser heretades d'altres empreses de ferrocarril.
Aquestes locomotores van ser heretades de moltes de les empreses de ferrocarril de la Classe 1 que es van unir a Amtrak. Molts d'aquests exemples de cada tipus sobreviuen.
- EMD I9
- EMD I8
- EMD FP7
- EMD F7
- EMD F3B

Locomotores Elèctriques
| Constructor               | Model       | Nombre de locomotores | Anys de servei | Notes |
| ------------------------- | ----------- | --------------------- | -------------- | --- |
| GE                        | P32ACDM     | 700-717               | 1995-Present   | Locomotora híbrida dièsel-elèctrica |
| Bombardier Transportation | Acela HHP-8 | 650-664               | 1998-Present   | Tren d'alta velocitat. (663 han estat fora de servei a causa d'una fallada en el transformador. Aquest fet ha obert una disputa entre Bombardier i AMTRAK per quin de les dues empreses haurà d'implicar amb els costos). |
| EMD / ENDREÇA             | AEM-7       | 901-953               | 1979-Present   | Una seriosa de reformes va començar en 1999. |

Vint trens Acela Express són usats en el corredor nord-est entre la South Station de Boston i la Union Station de Washington DC. Aquest servei és el de major trànsit de la companyia.
Aquests trens no han estat exempts de problemes. A l'abril de 2005, tots els trens van haver de ser retirats del servei per efectuar una operació de reparació sobre els rotors de frenat. Després d'aquesta reparació, els trens van tornar a funcionar al setembre de 2005.
Locomotores elèctriques
- GE I60 - Dos exemples han estat conservats, 958 en el NJT CP i 603 reconstruït en la forma DT..

Electric Locomotives Inherited from other Railroads
- EMD FL9 -

- PRR GG1 - heretada de Penn Central. Moltes locomotores sobreviuen.

Vagons
Amtrak posseeix 2142 vagons inclosos 168 vagons llitera, 760 cotxes vagó, 126 vagons de primera classe, 66 cotxes llit, 225 cotxes bar/restaurant, 1 cotxe escènic i 92 cotxes restaurants. Aquests són:
- Superliner I and II
- Amfleet I and II
- Horizon Fleet
- Viewliner
- Heritage Fleet
- Califòrnia Cars
- Surfliner Cars
- Talgo
- domi car

## Presidents d'Amtrak
- Roger Lewis (1971 - 1974)
- Paul H. Reistrup (1975 - 1978)
- Alan S. Boyd (1979 - 1981)
- W. Graham Claytor Jr. (1982 - 1993)
- Thomas Downes (1993 - 1998)
- George Warrington (1998 - 2002)
- David L. Gunn (2002 - 9 de novembre de 2005)
- David Hughes (interinament) (2005 - 2006).
- Alexander Kummant 2006 - actualitat